# Шарабуряк Володимир Богданович
Володи́мир Богда́нович Шарабуря́к (нар. 9 жовтня 1976, м. Івано-Франківськ, Українська РСР — пом. 29 травня 2014, м. Слов'янськ, Донецька область, Україна) — український правоохоронець, спецпризначенець, старший прапорщик міліції.

## Біографія
Володимир Шарабуряк народився 9 жовтня 1976 року в місті Івано-Франківську. 1991 року закінчив 9 класів загальноосвітньої школи № 19, 1994 року — спеціальне професійно-технічне училище № 15 міста Івано-Франківськ за спеціальністю «водій-автослюсар», потім — Івано-Франківський коледж фізичного виховання.
З 1 грудня 1994 року по 18 червня 1996 року проходив строкову військову службу в лавах Збройних Сил України.
1998 року розпочав службу в органах внутрішніх справ, з лютого по листопад проходив службу на посаді міліціонера батальйону патрульно-постової служби міліції Івано-Франківського міського управління МВС. З листопада 1998 року — міліціонер окремої роти міліції швидкого реагування «Беркут» УМВС України в Івано-Франківській області, у квітні 2008 призначений командиром відділення. З вересня 2009 по квітень 2010 — інспектор патрульної служби роти патрульної служби Івано-Франківського міського відділу УМВС. У квітні 2010 повернувся в спецпідрозділ «Беркут» на посаду командира відділення.
Колишній керівник Івано-Франківського «Беркуту», майор Олександр Нідзельський пригадує, як у липні 2005 року Володимир Шарабуряк виконував обов'язки з охорони громадського порядку під час масового сходження на Говерлу за участі Президента України Віктора Ющенка. В умовах різкого погіршення погодних умов Шарабуряк проводив Президента до вертольота. У міліціонера була радіостанція, в яку поцілила блискавка. У той момент йому практично відняло ліву руку, та попри це він до кінця виконав свій обов'язок.
З березня 2014 року, після розформування «Беркута», — командир відділення спеціальної роти міліції УМВС України в Івано-Франківській області. З квітня брав участь в антитерористичній операції на сході України.
29 травня 2014 року Володимир Шарабуряк разом з іншими бійцями івано-франківської спецроти міліції мав повертатись із зони проведення АТО на відпочинок. Близько 12:30, гелікоптер Мі-8МТ (борт «16») Національної гвардії України, на борту якого перебували прикарпатські правоохоронці, після злету з майданчику на горі Карачун, був обстріляний із лісосмуги та підбитий терористами з ПЗРК. Під час падіння вибухнули паливні баки. Внаслідок події загинуло 12 осіб: шість військовослужбовців Національної гвардії, серед яких двоє членів екіпажу і генерал-майор Сергій Кульчицький, та шість представників спецпідрозділу МВС України з Прикарпаття: старші лейтенанти міліції Петро Безпалько і Василь Семанюк, старший прапорщик Володимир Шарабуряк, прапорщик Володимир Лисенчук, старший сержант Віктор Яков'як і старшина Петро Остап'юк. Вижив лише штурман екіпажу Олександр Макеєнко, який впав на дерева до падіння вертольота.
1 червня в Івано-Франківську прощались із загиблими правоохоронцями, на громадянську панахиду прийшли кілька тисяч іванофранківців, весь особовий склад прикарпатської міліції, керівництво міста та області. 2 червня Володимира Шарабуряка, Петра Безпалька і Василя Семанюка поховали на території Меморіального скверу міста Івано-Франківська неподалік від могили Героя Небесної сотні Романа Гурика.
Залишились мати Ольга Шарабуряк і брат.

## Нагороди
20 червня 2014 року, за особисту мужність і героїзм, виявлені у захисті державного суверенітету та територіальної цілісності України, вірність військовій присязі та незламність духу, нагороджений орденом «За мужність» I ступеня (посмертно).

## Почесні звання
25 квітня 2019 року йому присвоєно звання «Почесний громадянин міста Івано-Франківська» (посмертно).

## Вшанування пам'яті
- 19 жовтня 2014 року на Тернопільщині, в селі Лиса Підгаєцького району, звідки походять батьки Володимира Шарабуряка, відкрито меморіальну дошку на його честь[9].
- 14 листопада 2014 року на Донеччині поблизу Слов'янська було урочисто відкрито і освячено перший меморіал жертвам «неоголошеної війни» на сході Україні — пам'ятний хрест, встановлений неподалік від місця, де впав збитий терористами вертоліт Мі-8МТ.[10]
- 27 лютого 2015 року в Івано-Франківську, в рамках проєкту «Івано-Франківськ — місто героїв», на фасаді будівлі ЗОШ № 19 по вулиці Гната Хоткевича, 56, де навчався Володимир Шарабуряк відкрили анотаційну дошку на його честь[11][12].